# 仁愛公園 (新北市)

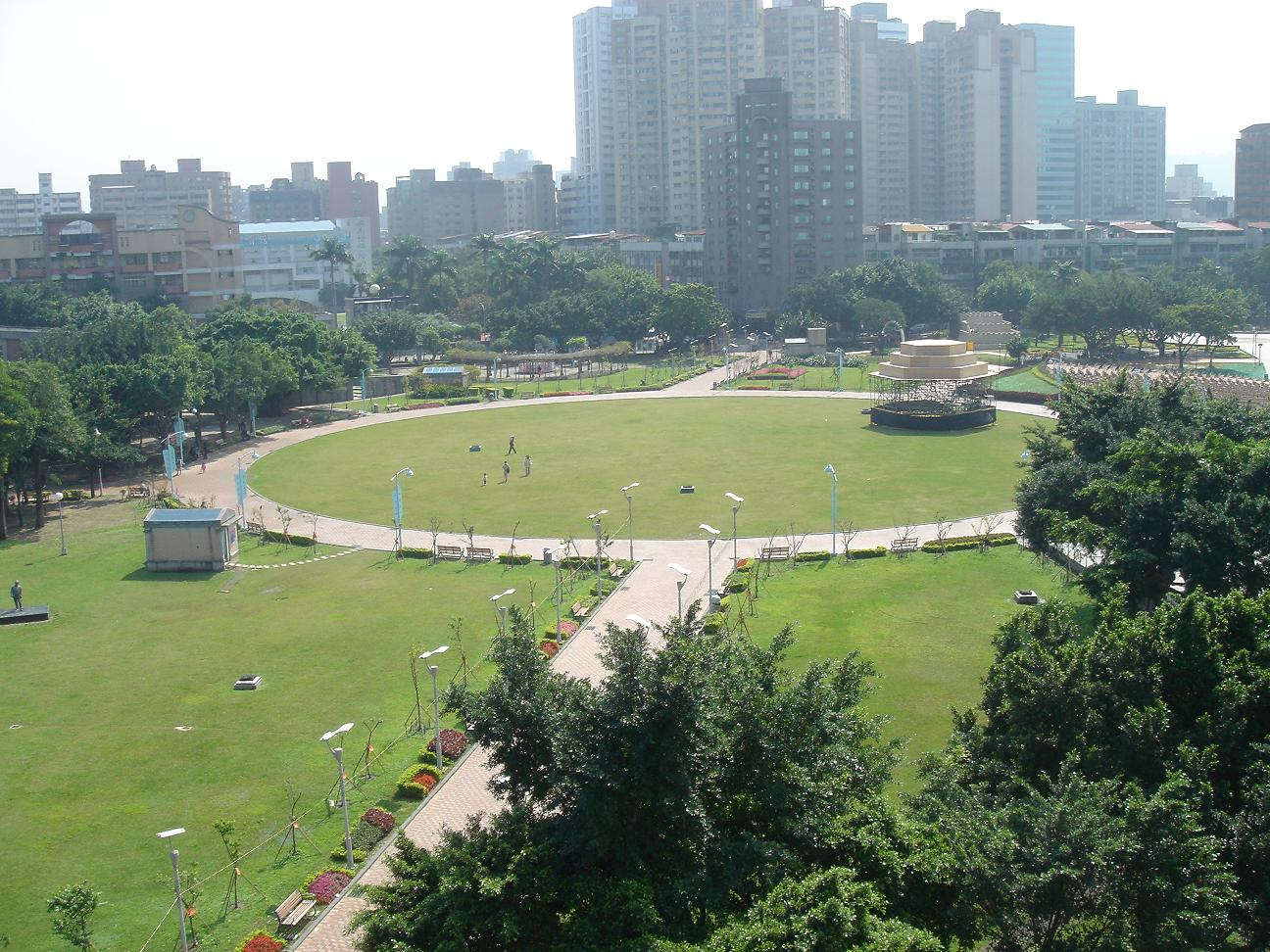
俯視永和市仁愛公園

仁愛公園是一座位於臺灣新北市永和區的公園，全境佔地約有5.6公頃，是永和區除了堤防外的「福和」與「中正」河濱運動公園外的市區最大綠地，四周分別由永平路、仁愛路、保生路與保安路所包圍。

## 歷史演變
1955年公告的永和都市計畫，原本擁有七個公園，仁愛公園位在「一號公園」。但目前仁愛公園只佔原一號公園三分之一的面積，保生路切過一號公園西北側，與仁愛公園以這條大馬路相隔的公一公園名稱上保留了這段歷史。
仁愛公園於1984年（民國73年）開始闢建，並於兩年內全部完工啟用。但位於仁愛公園東北角的永和青商園地碑文卻寫著：「鑒於永和市公所於八十一年度徵收開闢永和市最大的六號公園面積五點六公頃...」。

## 設施
- 服務中心
- 城市光廊
- 星光大道
- 水幕牆
- 露天咖啡座：占地一千四百多坪，原為奧多咖啡所經營，現由「樂活健康輕食館」接手經營[5]。
- 小型舞台
- 親子休閒區：榕樹下有許多石椅，石椅兩側為動物造型。
- 公園活動中心
- 露天音樂台
- 兒童遊樂設施：靠仁愛路側與永平路側各有一座。
- 溜冰場：位在公園西北角。
- 涼亭
- 永和青商園地：位在公園東北角。
- 歐式花園廣場：位在公園西南角，樹立許多羅馬柱。並有一握手雕像，以紀念永和市與姊妹市大韓民國京畿道安城市的友誼[6]。
- 草坪：鋪草皮並栽植山櫻花。草坪中有台灣歌謠創作大師-楊三郎先生手持小喇叭的銅像[7]。
- 多功能步道：步道連接公園各處動線，中央的環狀多功能步道道常有民眾跑步[8]。
- 地下停車場[9][10][4][1]

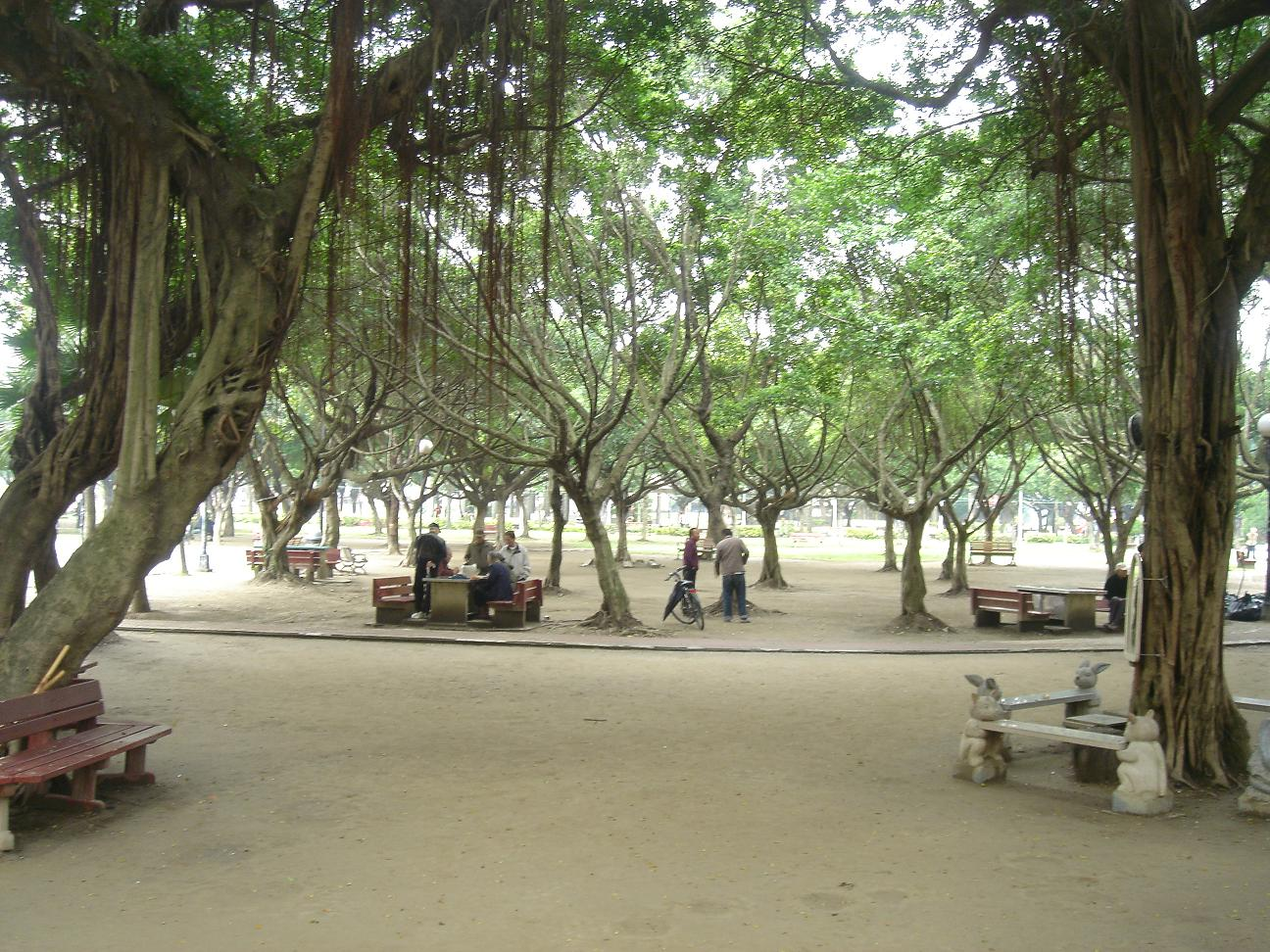
親子休閒區綠樹成蔭，石椅有動物雕飾
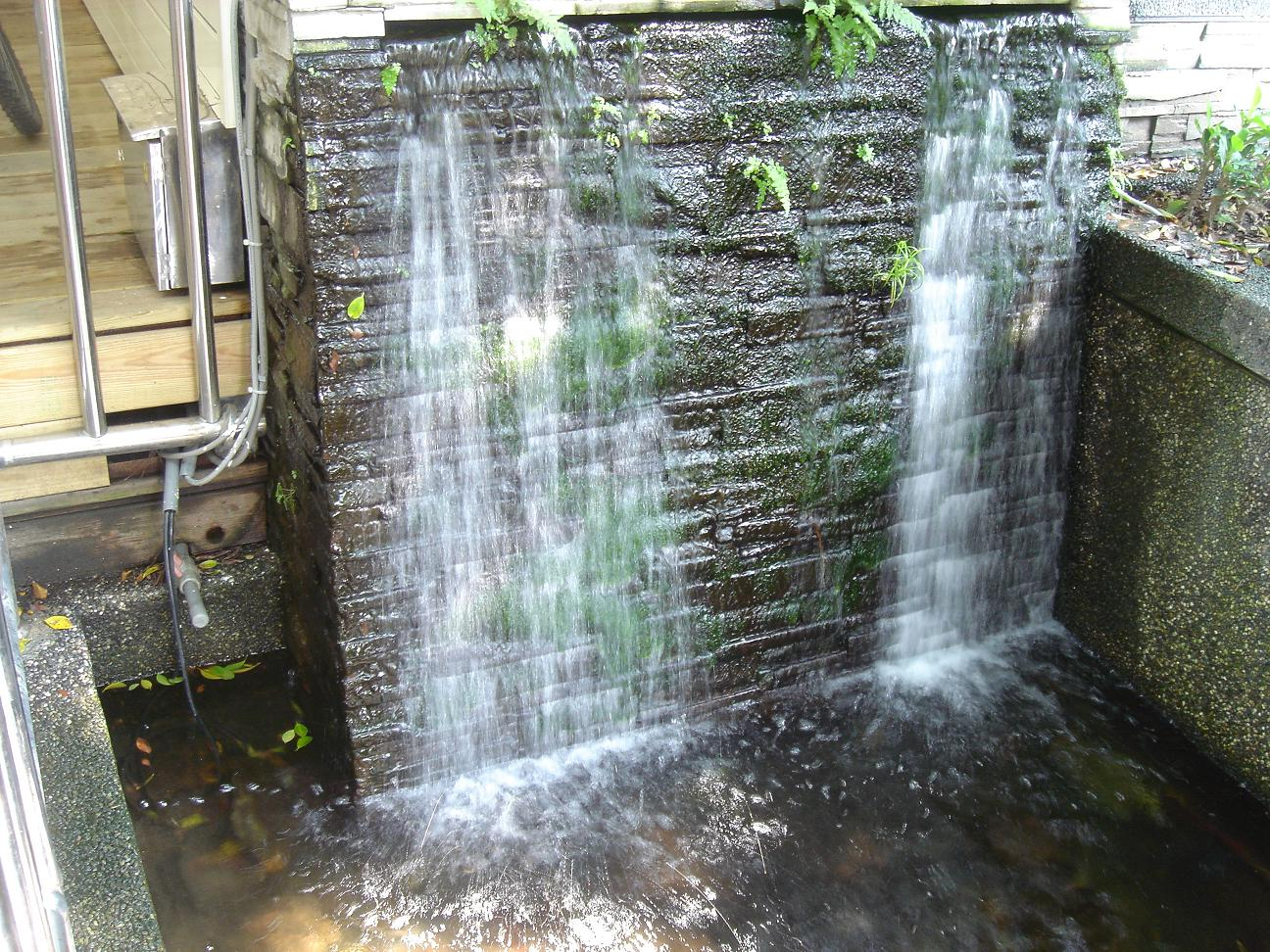
水幕牆
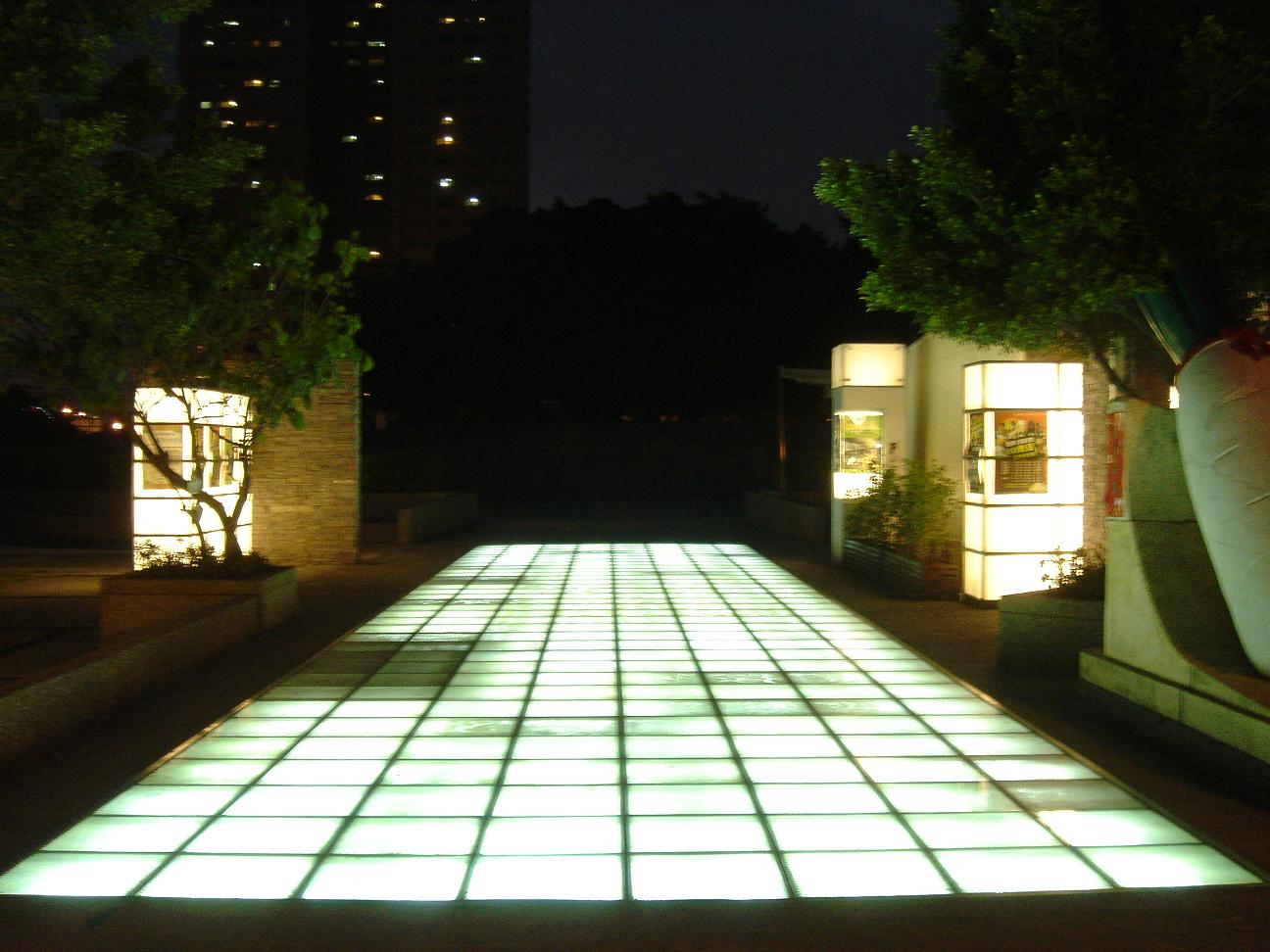
星光大道
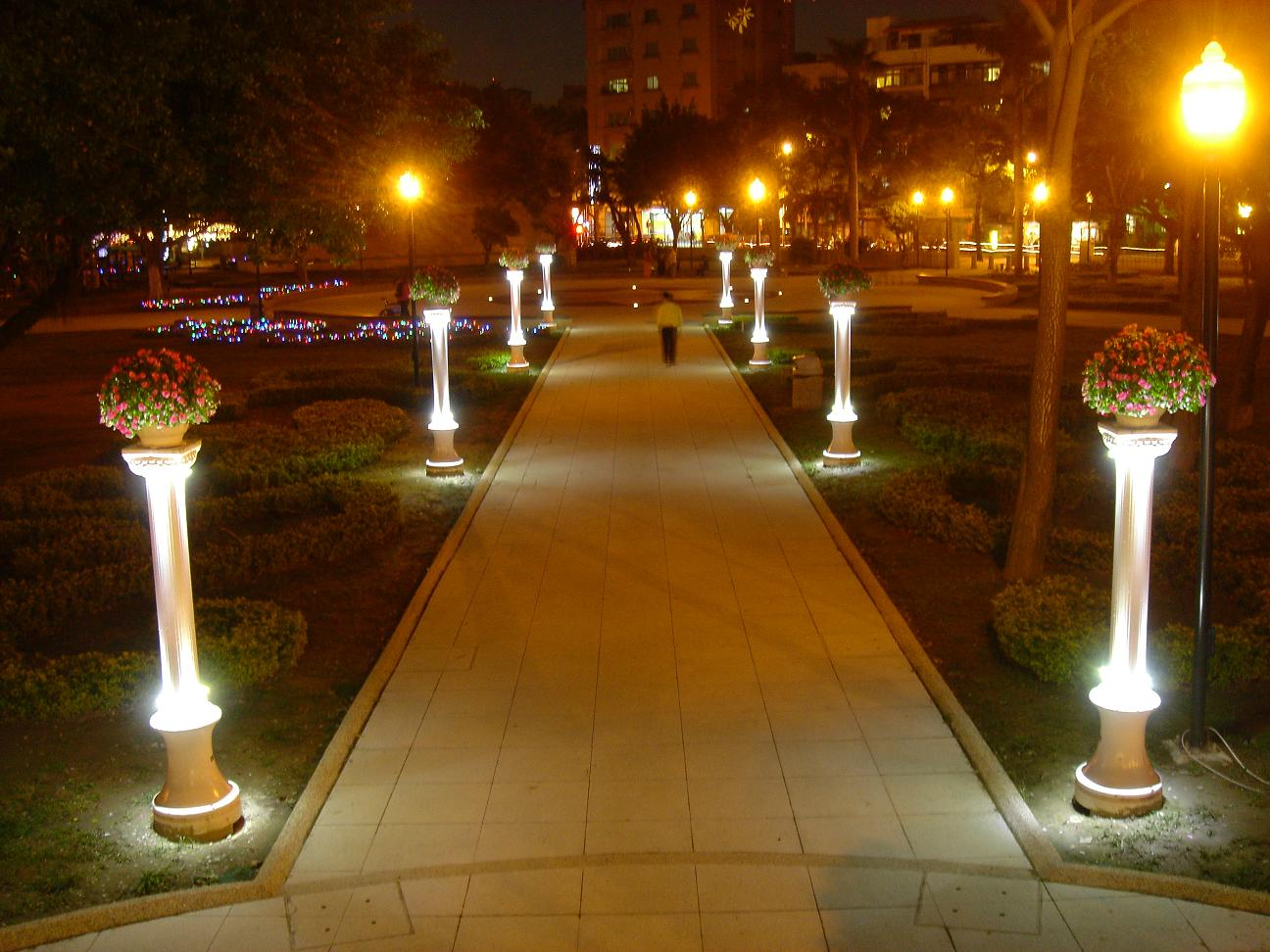
歐式花園廣場

## 外部連結
- 仁愛公園-新北市永和區公所 （页面存档备份，存于）